# Diyarbakır
Diyarbakır (türkisch; osmanisch دیاربکر Diyâr-i Bekr, deutsch ‚Land von Bekr‘, kurdisch Amed, armenisch Ամիդ Amid, zazaisch Diyarbekir, syrisch ܐܡܝܕ Amedu, griechisch Ἄμιδα Amida) ist nach Gaziantep die zweitgrößte Stadt Südostanatoliens in der Türkei. Diyarbakır liegt auf einem Basaltplateau am rechten Tigrisufer in Südostanatolien. Seit einer Gebietsreform ist die Stadt eine Büyükşehir Belediyesi; damit ist sie flächen- und einwohnermäßig identisch mit der Provinz. Bereits im Altertum war sie unter dem Namen Amida bedeutend. In der Stadt leben überwiegend Kurden.

## Name
Der antike Name der Stadt erscheint erstmals in assyrischen Geschichtsquellen aus dem 13. Jahrhundert v. Chr. als Amida oder Amed. In griechischen und lateinischen Quellen erscheint sie als Amido und Amida. Nach der Eroberung durch die arabischen Armeen tauchen auch die Namen Amid und Schwarzes Amid auf. Der Zusatz Schwarz soll sich auf die Farbe des Basalts beziehen, aus dem viele Gebäude der Stadt erbaut sind.
Der arabische Name Diyarbekir mit der Bedeutung Land der Bekr wurde dem Gebiet um Amida nach der Niederlassung der arabischen Stammesgruppe der Bakr im späten 7. Jahrhundert verliehen. Hauptort dieses Gebietes war die Stadt Amida, und mit der Zeit ging der Name der Gegend auf die Stadt selbst über. Christlich-syrische Traditionen leiten den Namen Diyarbekir hingegen vom aramäischen Dayr Bekir (= „erste Kirche“, oder „Kirche der Jungfrau [Maria]“) in Anlehnung an die Mutter-Gottes-Kirche (Meryem Ana Kilisesi) in der Stadt ab. Die Kirche ist laut lokaler Tradition eine der ältesten Kirchen überhaupt und soll aus dem 2. Jahrhundert stammen; die ältesten erhaltenen Teile stammen allerdings aus der Spätantike.
Die moderne Türkei hat den Namen Diyarbekir 1937 in Diyarbakır (Gebiet des Kupfers) umgewandelt. Kurden verwenden die aramäische Bezeichnung Amed in Anspielung auf das antike Volk der Meder, als deren Nachfolger sie sich sehen. Etymologisch besteht allerdings keine Verbindung des aramäischen Amed bzw. Amid mit den Medern.

## Gliederung
Per Gerichtsentscheid erhielt die Stadt am 28. Dezember 1993 ein Oberbürgermeisteramt und wurde zur Großstadtkommune erklärt. Das Stadtgebiet umfasst seitdem 2060 km². Die Stadt besteht aus 82 Stadtvierteln (Mahalle) und vier Kommunen: Bağlar, Kayapınar, Sur und Yenişehir. Diese Kommunen sind gleichzeitig Landkreise der Provinz Diyarbakır. Nach der Gebietsreform von 2014 wurden alle Kommunen der restlichen Landkreise in der Provinz direkt dem Oberbürgermeister unterstellt.

## Politik
Bei den Kommunalwahlen 2014 wurde Gültan Kışanak (BDP) zur Oberbürgermeisterin gewählt. Da die BDP bemüht war, mehr politische Gleichberechtigung zwischen Mann und Frau herzustellen, das Kommunalrecht aber eine formelle Doppelspitze für das Bürgermeisteramt nicht kennt, wurde in den von der BDP gewonnenen Bürgermeisterämtern formell jeweils ein Stellvertreter des anderen Geschlechts mit gleichen Rechten berufen. In Diyarbakır war der Stellvertreter Fırat Anlı. In den Medien werden sie Co-Bürgermeister genannt. Am 25. Oktober 2016 wurden beide wegen Verdachts auf Terrorvergehen festgenommen. Am 1. November wurde Cumali Atilla als Zwangsverwalter eingesetzt. Anlı kam am 14. Juli 2017 unter Auflagen frei. Kışanak wurde 2019 wegen „Mitgliedschaft in einer terroristischen Vereinigung“ zu 14 Jahren und drei Monaten verurteilt.

### Stadtrat
| Partei / Liste                     | Wahl 2019     | Wahl 2019 |
| Partei / Liste                     | Stimmenanteil | Sitze     |
| ---------------------------------- | ------------- | --------- |
| Halkların Demokratik Partisi (HDP) | 62,3 %        |           |
| Adalet ve Kalkınma Partisi (AKP)   | 31,1 %        |           |
| Saadet Partisi (SAADET)            | 3,1 %         |           |
| Cumhuriyet Halk Partisi (CHP)      | 2,1 %         |           |

## Bevölkerung
| Volkszählung/Berechnung | Einwohnerzahl |
| ----------------------- | ------------- |
| 1930                    | 30.000        |
| 1970                    | 149.566       |
| 1980                    | 235.617       |
| 1990                    | 373.810       |
| 2000                    | 545.983       |
| 2007                    | 665.699       |
| 2008                    | 799.447       |

Die Stadt wuchs nach 2008 rasant, nicht zuletzt durch zugezogene Bauern. Die Bevölkerung setzt sich mehrheitlich aus Zazas und Kurden zusammen; nur knapp 16 % betrachten sich selbst als ethnische Türken. Bis zum Völkermord an den Armeniern 1915, bei dem mehr als 150.000 Armenier aus Diyarbakır deportiert wurden, stellte die armenische Bevölkerung nach Zahlen des armenischen Patriarchats etwa 40 % der Gesamtpopulation der Stadt dar.

## Geschichte

### Assyrer, Perser, Seleukiden, Parther und Römer

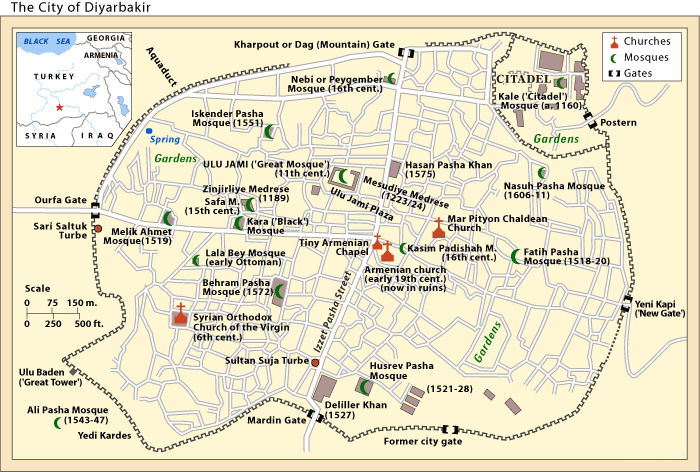
Plan der Altstadt mit der römischen Stadtmauer

In neuassyrischer Zeit war Amid die Hauptstadt der Provinz Bit Zamani, eines damaligen aramäischen Königreiches.
Nach jahrhundertelanger achämenidischer, seleukidischer und parthischer Herrschaft gelangte der Ort schließlich um 200 n. Chr. in römische Hand. In der Spätantike war Amida, zuvor trotz der Nähe zum Tigris eher unbedeutend, eine sehr wichtige römische Festung an der Grenze zum persischen Sassanidenreich. Sie wurde daher von Kaiser Constantius II. ab 349 stark befestigt, der dort sieben Legionen stationierte (da spätrömische Legionen kleiner waren als in früherer Zeit, entsprach dies einer Besatzung von etwa 7000 Mann). Die spätrömische Festungsmauer ist zu großen Teilen erhalten.

### Kriege zwischen Römern und Persern
Im Jahre 359 wurde Amida 73 Tage von dem Sassanidenkönig Schapur II. belagert und schließlich gestürmt (siehe Belagerung von Amida). Der römische Geschichtsschreiber Ammianus Marcellinus, damals dort als Soldat stationiert, beschrieb später, wie er mit zwei Kameraden aus der Stadt entkam und schließlich Melitene erreichte.
Auch später war der Ort in den römisch-persischen Kriegen heftig umkämpft: Anfang 503 konnte der Perserkönig Kavadh I. die Stadt nach einer wiederum wochenlangen Belagerung einnehmen, von der die Chronik des Zeitzeugen Josua Stylites, die Geschichte des Pseudo-Zacharias von Mytilene und etwas später auch der griechische Historiker Prokopios von Caesarea anschaulich berichten. Wenig später begannen umgekehrt kaiserliche Truppen mit der Belagerung der persischen Garnison in der Stadt. 505 ging sie schließlich gegen ein hohes Lösegeld wieder in römische Hand über, nachdem ein Großteil der Bevölkerung deportiert oder getötet worden war. Amida blieb weiter umkämpft und wurde schließlich im Jahre 638 von den Arabern erobert. Damit endete die antike Phase der Siedlung.

### Christianisierung, Bistum Amida, Monophysitismus

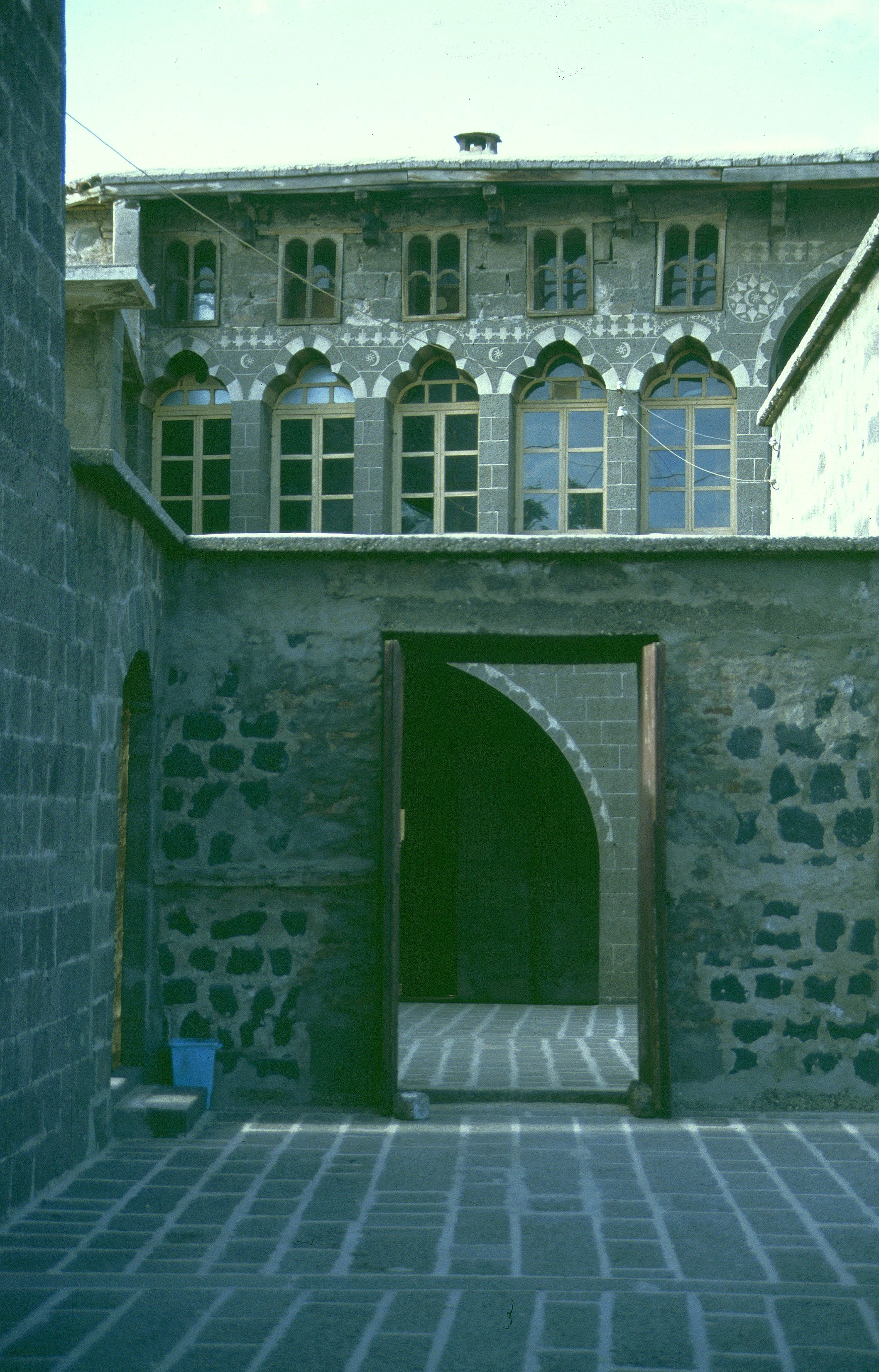
Eingang zur Marienkirche (Meryem Ana Kilisesi)

Die älteste Kirche im Umkreis der Stadt wurde ab 2014 ausgegraben. Sie stammt aus der Spätantike und befand sich unterhalb der Zerzevan-Burg im Distrikt Çınar, etwa 13 km von Çınar entfernt, das wiederum südlich von Diyarbakır liegt, und barg aramäische Inschriften. Der örtliche Friedhof ist noch einmal 150 Jahre älter. Die Kirche war mindestens bis zum Jahr 639 in Gebrauch, als Muslime die Stadt eroberten.
Das Bistum von Amida war bereits auf den Konzilien von Nikaia (325) und von Konstantinopel (381) vertreten und gehörte zum Patriarchat von Antiochien. Nach dem Konzil von Chalcedon (451) wurde Amida ein Hort des Monophysitismus und eine Diözese der Syrisch-orthodoxen Kirche, zwischen dem 11. und 16. Jahrhundert zeitweilig auch Sitz des syrisch-orthodoxen Patriarchen von Antiochien (vor dessen Übersiedlung in das Kloster Zafaran). Berühmtester Bischof war Dionysius bar Salibi († 1171), letzter Metropolit Dionysius Abd al-Nur Aslan (1851–1933).

### Islamisierung, türkisches Fürstentum, Perser und Osmanen
In der Schlacht von Amida wurde dann 973 der mit Byzanz verbündete Herrscher von Melitene, Mleh der Große, vernichtend von einem abbasidischen Heer geschlagen. In den folgenden Jahrhunderten war die Stadt Teil verschiedener türkischer Fürstentümer wie der Inaliden, Ortoqiden und Aq Qoyunlu. Anfang des 16. Jahrhunderts eroberten die Safawiden aus dem Iran die Stadt. Doch kurze Zeit später unterlagen sie in einer Schlacht 1514 den Osmanen. Der siegreiche Sultan Selim I. ließ die Stadt 1517 einnehmen. Sie wurde Hauptstadt des Eyâlet Diyarbakır und 1867 des Vilâyet Diyarbakır.

### Vernichtung der religiösen Minderheiten
In der Stadt besteht, wenn auch seit 1933 ohne eigenen Bischof, eine syrisch-orthodoxe Gemeinde mit der Meryemana-Kirche als Zentrum, eine der ältesten Kirchen der Stadt und zeitweilig Patriarchalresidenz. Die Syrisch-katholische Kirche war im 19./20. Jahrhundert durch einen Patriarchalvikar vertreten, doch dominierte weiterhin die syrisch-orthodoxe Kirche. Ab dem 12. Jahrhundert gab es auch einen Bischof der ostsyrischen Kirche des Ostens. Erzbischof Joseph I. von Amida wurde 1681 katholisch und begründete damit das chaldäisch-katholische Patriarchat in Diyarbakır, das 1830 in ein Erzbistum umgewandelt wurde. 1895 fanden Massaker gegen die christliche Minderheit statt. Im Ersten Weltkrieg war Diyarbakır unter dem Vilâyet-Gouverneur Mehmed Reşid Schauplatz des Völkermords an den Armeniern und desjenigen an den syrischen Christen. Der letzte Erzbischof musste 1915 die Stadt verlassen, nachdem im gesamten Bistum bis zu 500.000 Christen von Kurden und Türken getötet worden waren.
Seit 1966 ist der chaldäisch-katholische Bischofsstuhl von Diyarbakır nominell wieder besetzt, doch residiert sein Inhaber in Istanbul. Heute leben nur noch wenige aramäische Christen (türkisch Süryani) ständig in der Stadt. Die Armenier bilden eine kleine Restgemeinde um ihre auf das 15. Jahrhundert zurückgehende Theodor-Kirche.
Am 22. Oktober 2011 wurde die während des Völkermords an den Armeniern zerstörte St.-Giragos-Kathedrale (Surp Giragos) restauriert und mit einer Zeremonie eröffnet. Die Kathedrale wurde 1371 erbaut und ist nach der Kirche zum Heiligen Kreuz auf der Insel Akdamar die bedeutendste armenische Kirche der Türkei. Die Restaurierungsarbeiten kosteten 3 Millionen Dollar, dauerten drei Jahre und wurden durch den Staat und Spenden finanziert. Der 29 m hohe Kirchturm, der ebenfalls 1915 zerstört worden war, ist inklusive einer Glocke wieder aufgebaut worden. Im Gegensatz zur Kirche bei Akdamar, ist die Kathedrale im Besitz der armenischen Gemeinde und ist nicht staatlich. Nach der Zerstörung des Turmes 1915 wurde die Kathedrale für verschiedene Zwecke genutzt, ehe sie 1960 wieder der armenischen Gemeinde übergeben wurde. 1980 wurde sie wieder verstaatlicht und dem Zerfall überlassen.

### Kurdenkonflikt
In den 1970er Jahren kam es zu einem massiven Zustrom von Menschen, zumeist Kurden, der die Stadt rasch stark wachsen ließ. Bis 2002 galt für Diyarbakır jahrelang der Ausnahmezustand (OHAL).
Seit 2015 kommt es nach der geänderten Kurdenpolitik des türkischen Staates zu Kämpfen und großen Zerstörungen in der Stadt. Luftaufnahmen des Anfang 2016 teilweise abgesperrten Stadtteils Sur zeigen, dass weite Teile der Kampfzone in der historischen Altstadt schwer beschädigt wurden, nach Schätzungen bis zu 80 Prozent der dortigen Gebäude, darunter auch die erst kürzlich wieder eröffnete St.-Giragos-Kathedrale. Ein großer Teil der Altstadt wurde verstaatlicht und evakuiert. Nach Ende der Kampfhandlungen begannen Abrissbagger mit der Zerstörung der Gebäude. Es entstanden große Freiflächen. Zülfü Livaneli, der ehrenamtliche türkische UNESCO-Botschafter trat im Mai 2016 aus Protest von seinem Amt zurück, weil die UNESCO, die 2015 Teile der Altstadt zum Weltkulturerbe erklärt hatte, nichts gegen die Zerstörung der Kulturstätten unternehme, wie sein Vorwurf lautet.
Der Anschlag in Diyarbakır am 4. November 2016 forderte acht Todesopfer.

## Wirtschaft und Verkehr
Diyarbakır ist ein wichtiger Industriestandort der Türkei und von Südostanatolien. Das große Südostanatolien-Staudammprojekt gab auch der Landwirtschaft einen Aufschwung. Trotzdem wandern viele Menschen in die türkischen Millionenstädte (vorwiegend Istanbul) aus. In den letzten Jahren ist in Diyarbakır ein großes Marmorgewerbe entstanden und Marmor ist zu einem wichtigen Exportgut geworden. Im Jahr 2010 lag die Arbeitslosigkeit in Diyarbakır bei 20,6 %.
Vom Flughafen Diyarbakır werden unter anderem Verbindungen nach Istanbul und Ankara sowie zu einigen ausländischen Flughäfen angeboten.

## Sehenswürdigkeiten
Die Stadt besitzt durch ihre reiche Geschichte eine Vielzahl an Gebäuden wie Kirchen, Moscheen, mittelalterlichen Häusern und Befestigungsanlagen.

### Befestigungsanlagen
Diyarbakır besitzt eine der größten und besterhaltenen antiken Befestigungsanlagen der Welt. Sie besteht zum größten Teil aus Basalt. Die Anlage wird in einen inneren und einen äußeren Abschnitt unterteilt.
Im Jahre 349 ließ der römische Kaiser Constantius II. die Mauern und Burg der Stadt erneuern und massiv erweitern, da der bis dahin eher bedeutungslose Ort nun zu einer Hauptfestung an der hart umkämpften Grenze zu Persien werden sollte. So erhielten die Mauern ihr heutiges Aussehen. Seitdem wurden die Mauern zwar wiederholt verstärkt, sie sind im Kern aber noch ganz überwiegend spätantik. Die Mauer ist etwa fünf Kilometer lang, hat eine Höhe von zehn bis zwölf Metern und eine Dicke von drei bis fünf Metern. Sie hat 82 Türme und vier Tore. Die Tore zeigen in die vier Himmelsrichtungen:
- Dağ Kapısı (Bergtor) oder Harput Kapısı im Norden
- Urfa Kapısı oder Rum Kapısı im Westen
- Mardin Kapısı oder Tel Kapısı im Süden
- Yeni Kapı (Neues Tor), Dicle Kapısı (Tigristor) oder Su Kapısı (Wassertor) im Osten.

Außerhalb dieser Mauern gab es einen Wall, der 1232 vom Ayyubiden Al-Kamil abgerissen wurde. In den 1930er-Jahren wurde ein Teil der nördlichen Mauer abgerissen. In den letzten Jahrzehnten wuchs die Stadt sehr stark und die Mauern waren durch Gebäude, die direkt an ihr lagen, gefährdet. Daher ließ die Stadtverwaltung den Bereich an den Mauern von Gebäuden freiräumen und an der Innenseite der Mauer Grünanlagen anlegen.
Die Mauern und insbesondere die vielen Türme, die überdies gerne als Toiletten missbraucht werden, sind derzeit vor allem nachts sehr unsicher; Touristen wird daher dringend geraten, die Mauer nach Einbruch der Dunkelheit nicht mehr aufzusuchen.
Die Zitadelle befindet sich im nordöstlichen Teil des äußeren Walls. Die Burg wird durch Mauern vom äußeren Wall getrennt. Sie hat 16 Türme und vier Tore, von denen sich zwei – Fetih Kapısı und Oğrun Kapısı – nach außen und die anderen zwei – Saray Kapısı und Küpeli Kapısı – zur Stadt hin öffnen. Innerhalb dieser Mauern liegt ein Hügel mit dem Stadtteil Viran Tepe. Sultan Süleyman I. vergrößerte die Anlage.
Die Befestigungsanlagen von Diyarbakır wurden 2015 gemeinsam mit den Hevsel-Gärten, die zwischen Altstadt und Tigris liegen, von der UNESCO in die Liste des Weltkulturerbes aufgenommen.

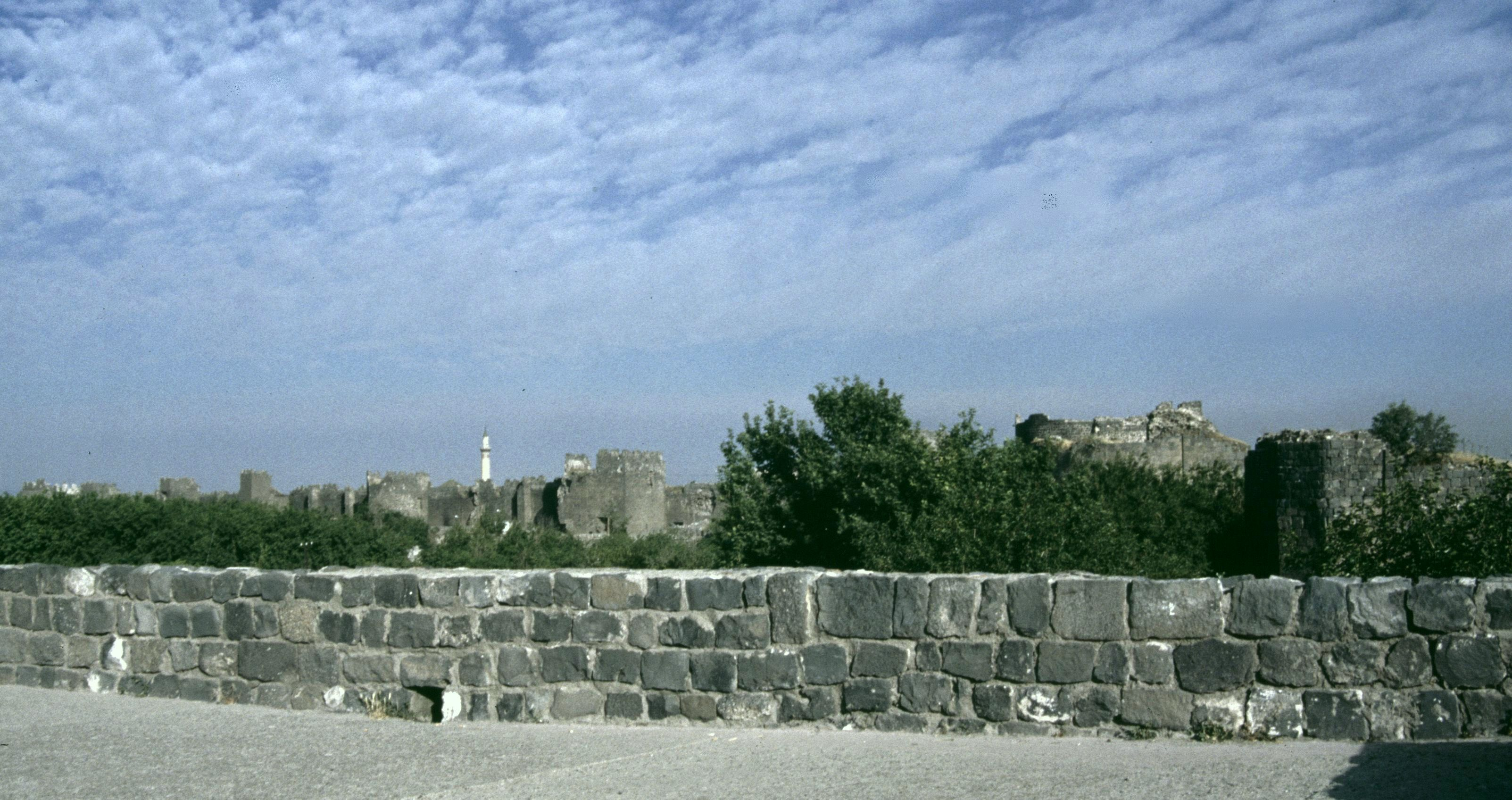
Blick auf Teile der Stadtmauer vom Kizi Burçu
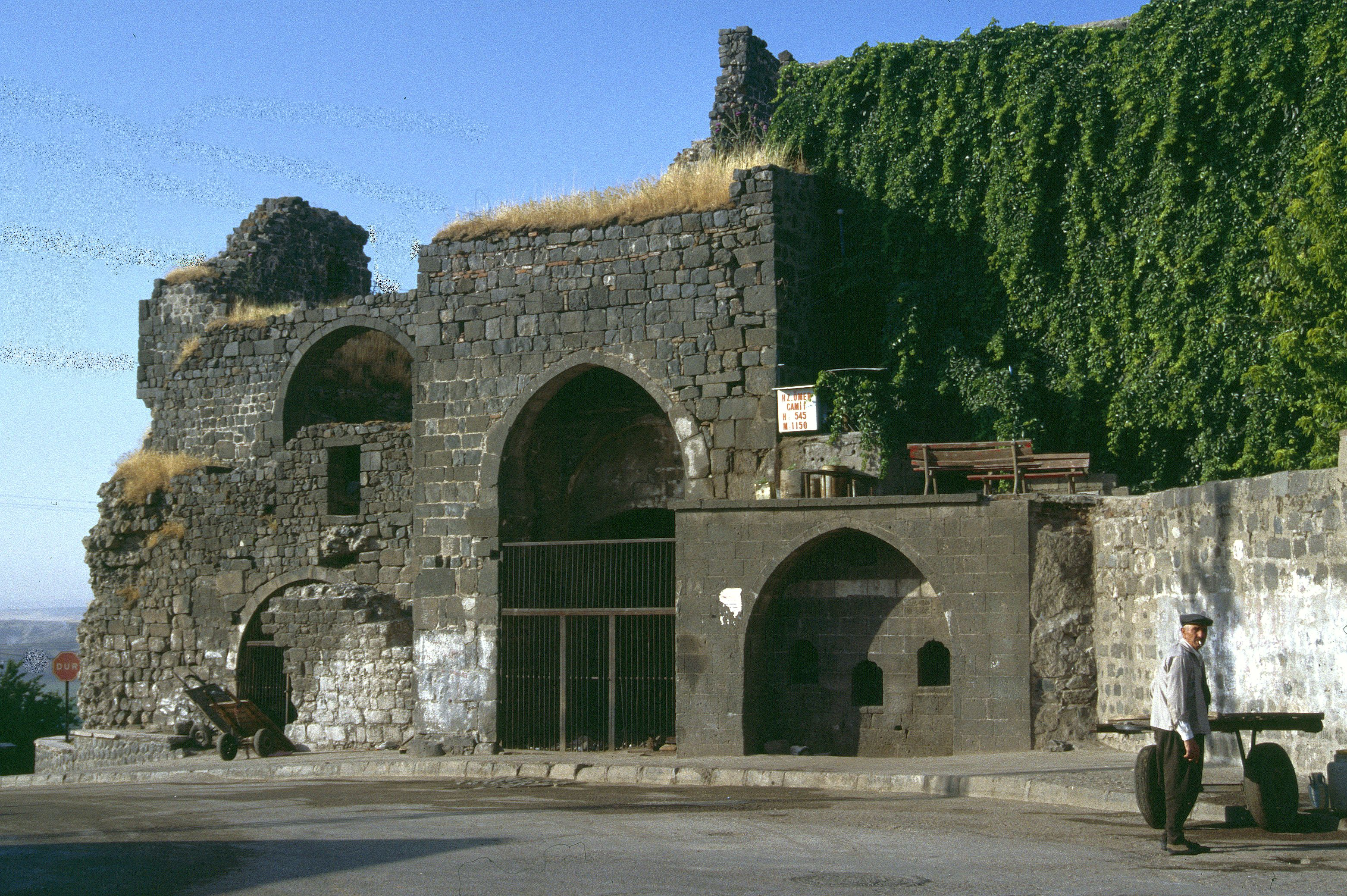
Mardin Kapısı (Südtor)
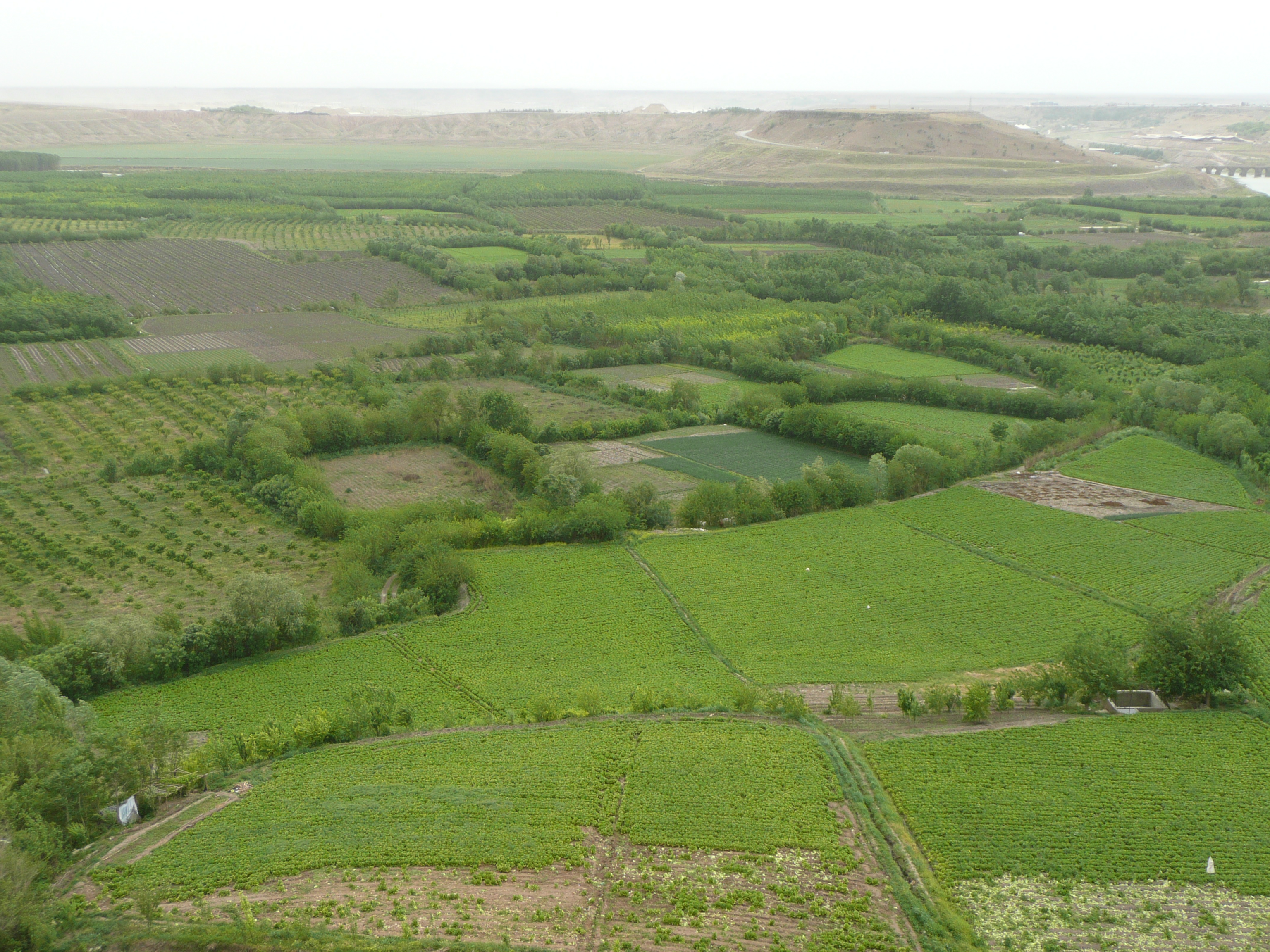
Hevsel-Gärten

### Große Moschee
Im Mittelpunkt der Altstadt steht die Große Moschee (Ulu Cami). Sie wurde als christliche Kirche erbaut und im Jahr 639 in eine Moschee umgewandelt. Damit ist sie eines der ältesten moslemischen Gebetshäuser der Türkei. Anfangs teilten sich Christen und Moslems das Gotteshaus, bezeugt ist dies bis zum Jahr 770. Eine Inschrift berichtet von einem Umbau durch den Seldschuken-Sultan Malik Schah I. in eine Säulenhof-Moschee, die 1115 einem Erdbeben mit darauffolgender Brandkatastrophe zum Opfer fiel. Die wiederhergestellte Moschee erfuhr danach noch vielerlei Umbauten. Das Relief am Hauptportal zeigt einen Löwen, der ein Rind anfällt. Dahinter gelangt man in den Hof, der im Süden durch die Fassade des Betsaals, an den übrigen drei Seiten durch Arkadengänge begrenzt wird. Im Hof stehen zwei spitz überdachte Waschbrunnen. Insbesondere der dem Betsaal gegenüberliegende Flügel, in dem seit 1198 die Masudiye-Medrese untergebracht ist, zeigt ein erstaunliches Stilgemisch unterschiedlich ornamentierter Säulenschafte und Kapitelle aus antiken Spolien.

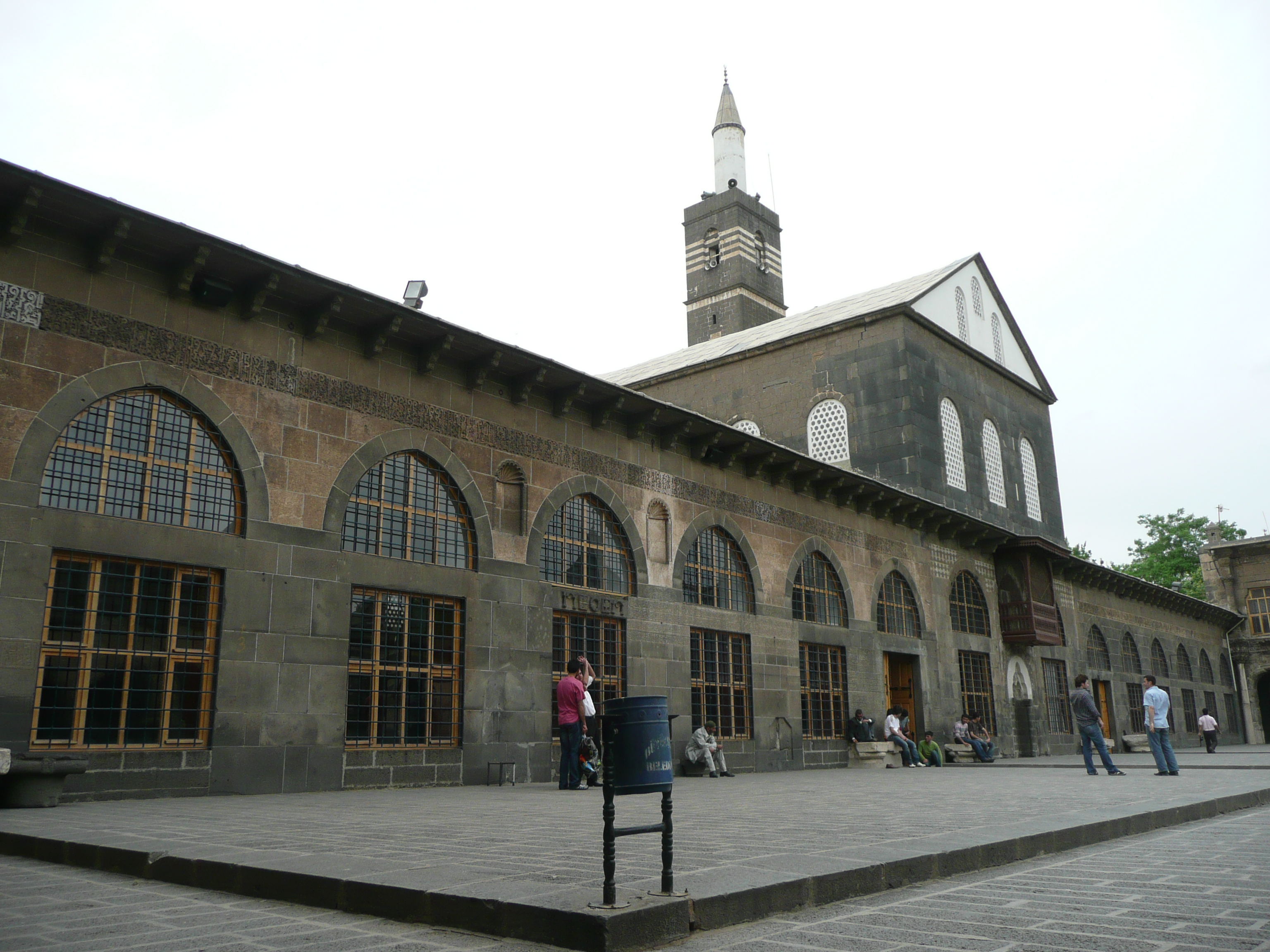
Die Ulu Cami
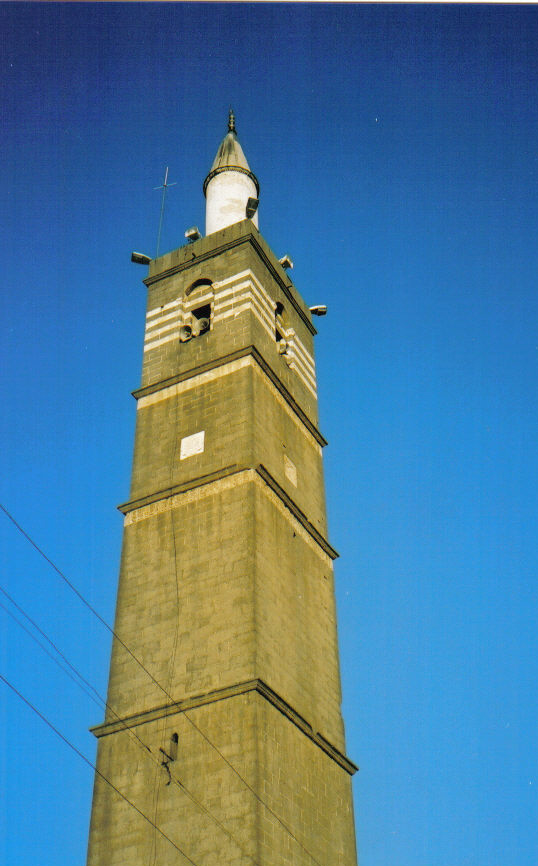
Das Minarett der Ulu Cami
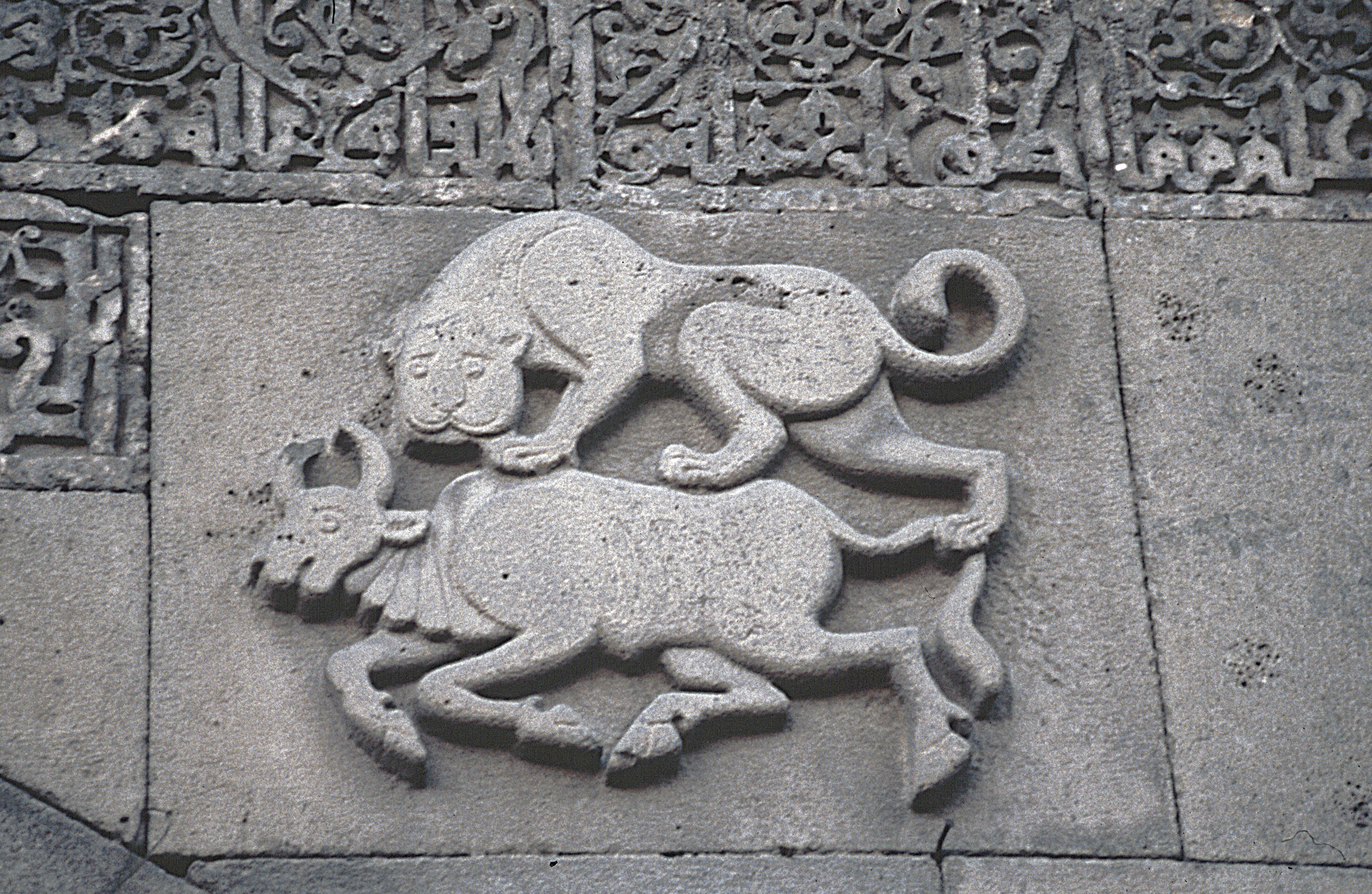
Relief am Hauptportal
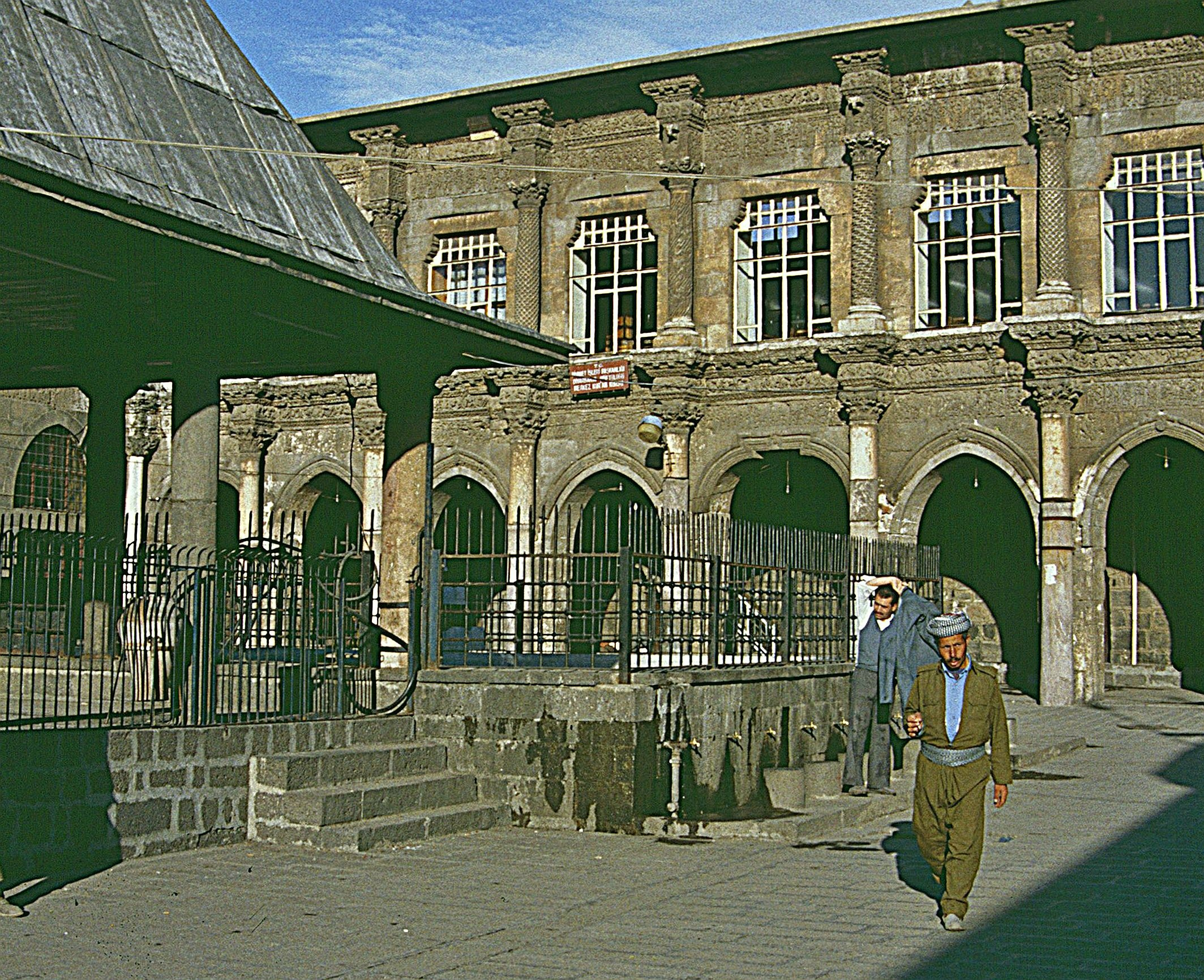
Innenhof, links Waschbrunnen
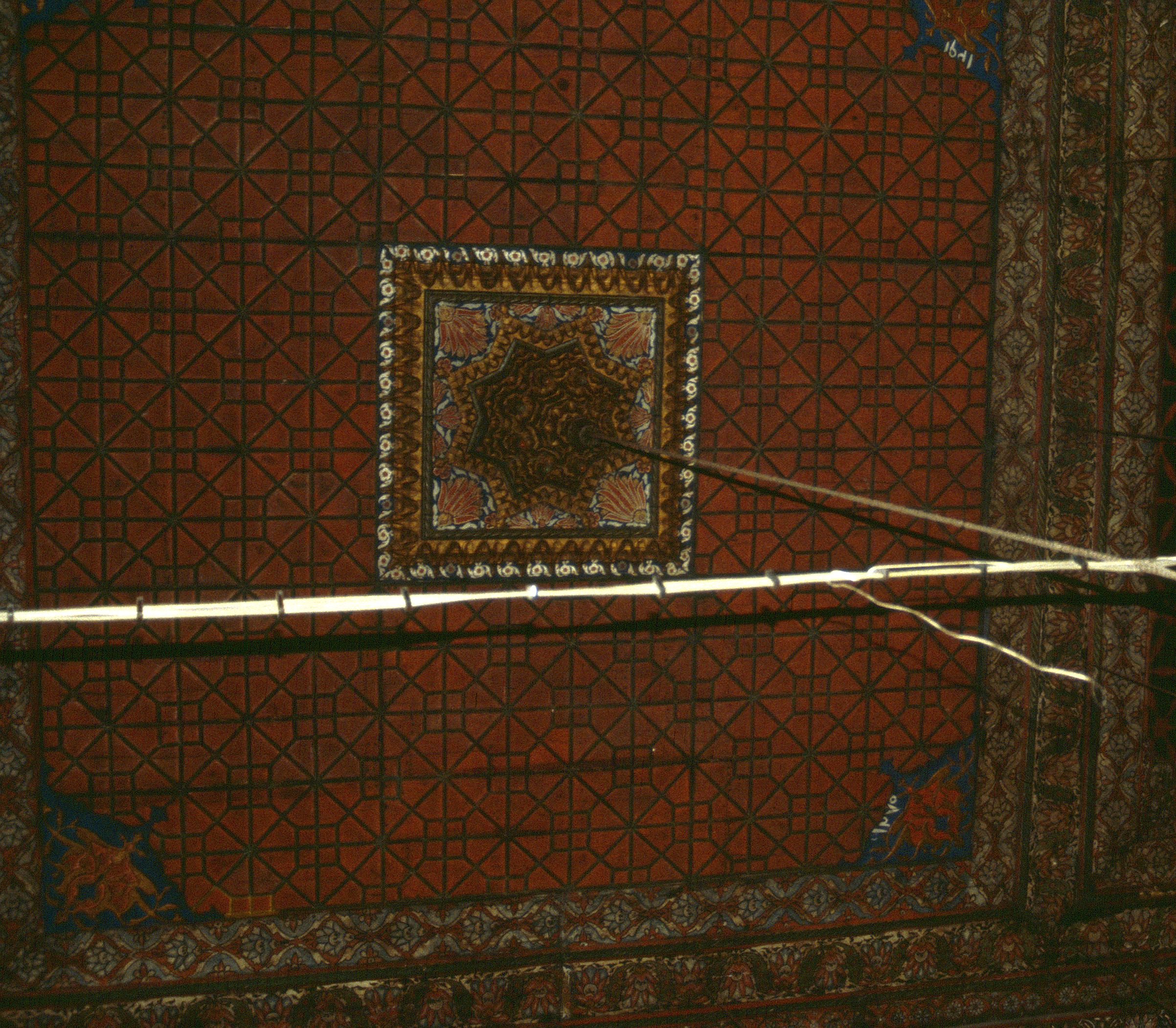
Decke des Betsaals
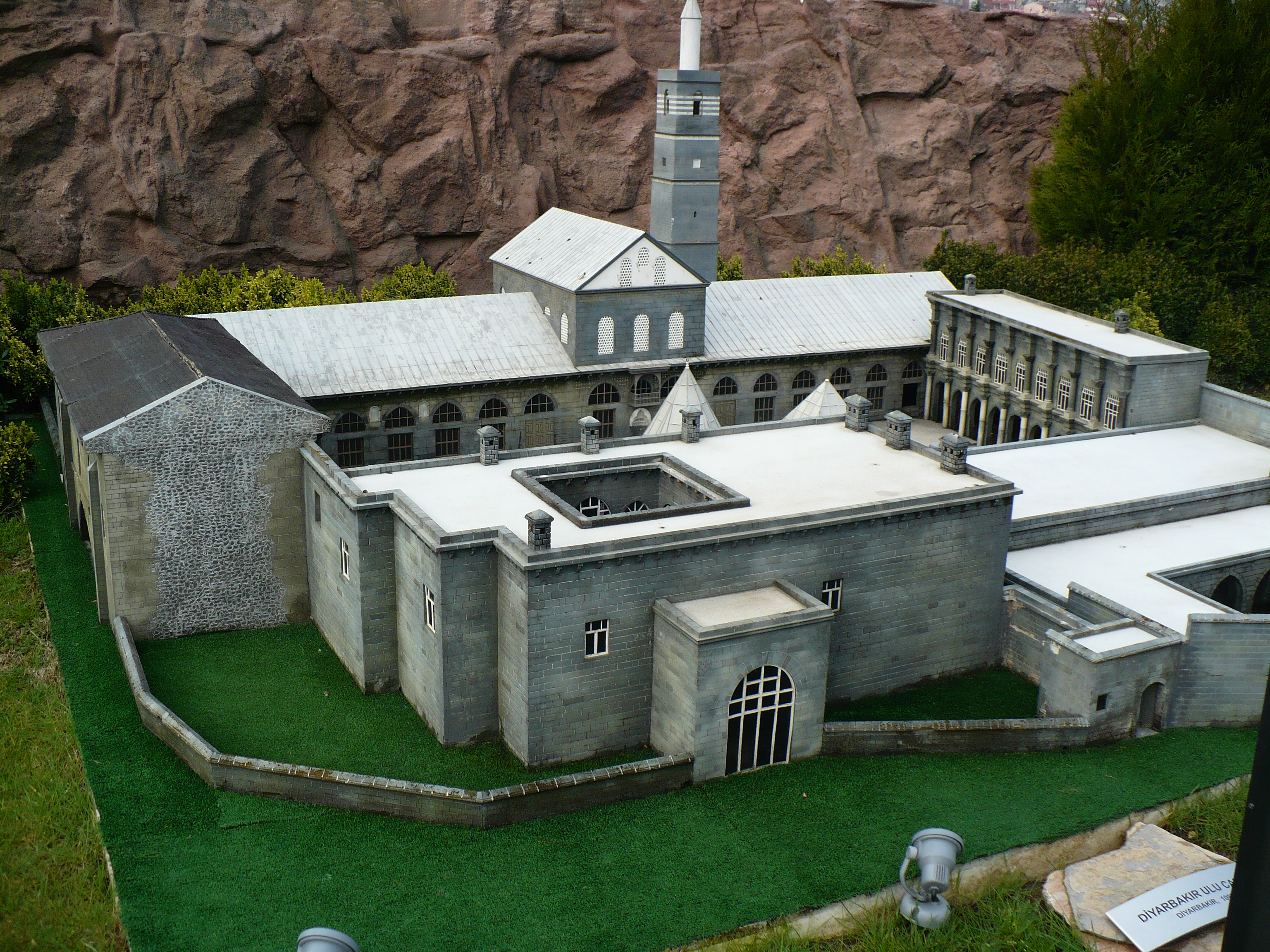
Modell der Moschee im Freizeitpark Miniatürk

Sehenswert ist auch die Mutter-Gottes-Kirche (türk. Meryemana Kilisesi), die im Kern aus dem späten 5. Jahrhundert stammt.

## Kultur
Jährlich wird das Wassermelonenfestival gefeiert, bei dem Bauern für ihre Ernte eine Auszeichnung bekommen (eine Medaille oder ein gleichwertiges Geschenk). Das Gewicht der grün-schwarz gestreiften Wassermelonen liegt bei 40 bis 65 Kilogramm. Man setzt kleine Kinder in die ausgehöhlten Wassermelonen, um deren Größe hervorzuheben.

## Sport
In Diyarbakir ist der Fußballklub Amed SK beheimatet. Er spielt seine Heimspiele im Stadion Seyrantepe Diski Spor Tesisleri. Bis zur Saison 2013/2014 gab es den Fußballklub Diyarbakırspor, welcher im Diyarbakır Atatürk Stadyumu spielte.
Diyarbakir Turkuaz ist die Volleyballmannschaft von Diyarbakir.

## Galerie

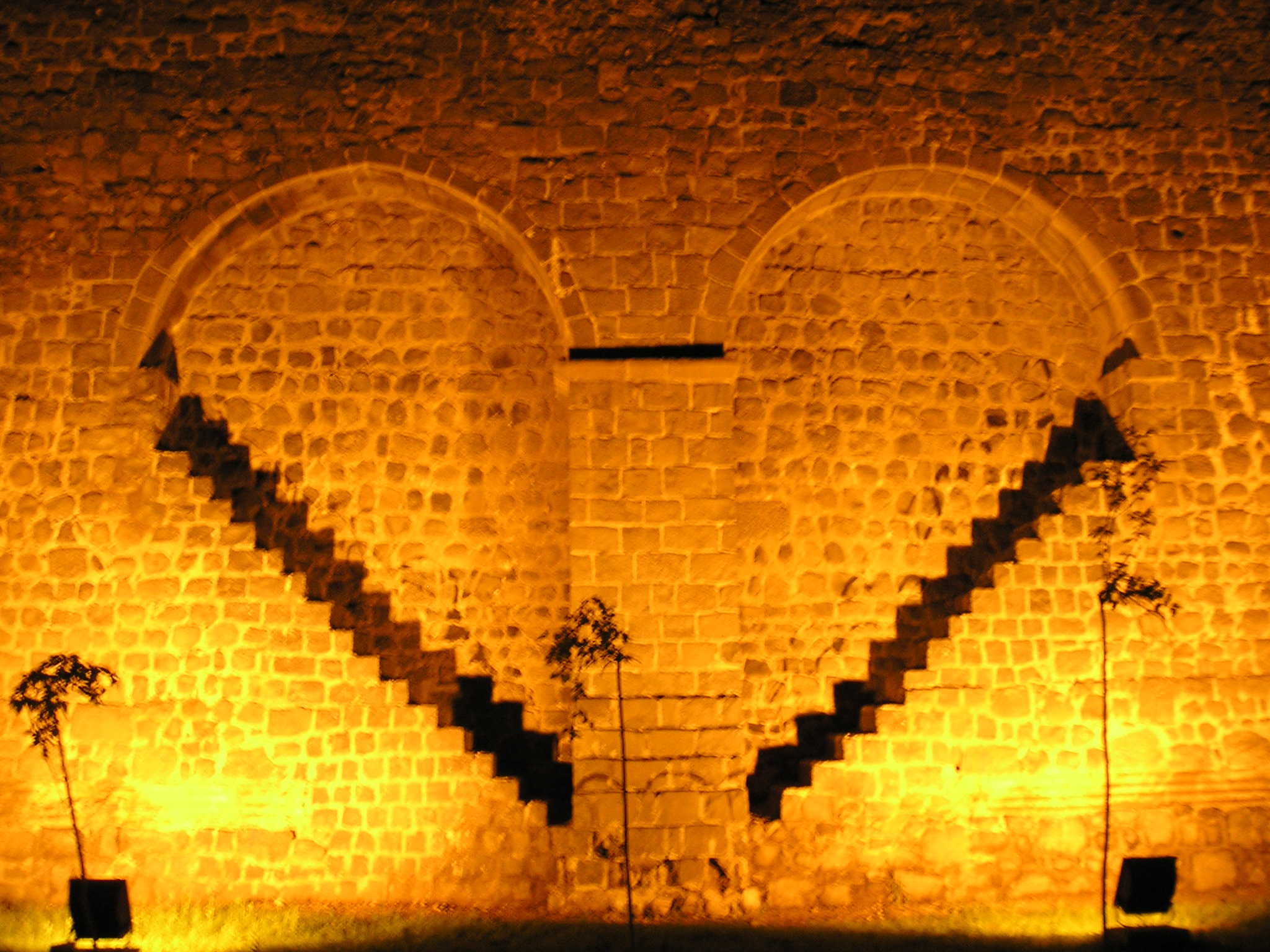
Teil der Stadtmauer von Diyarbakır
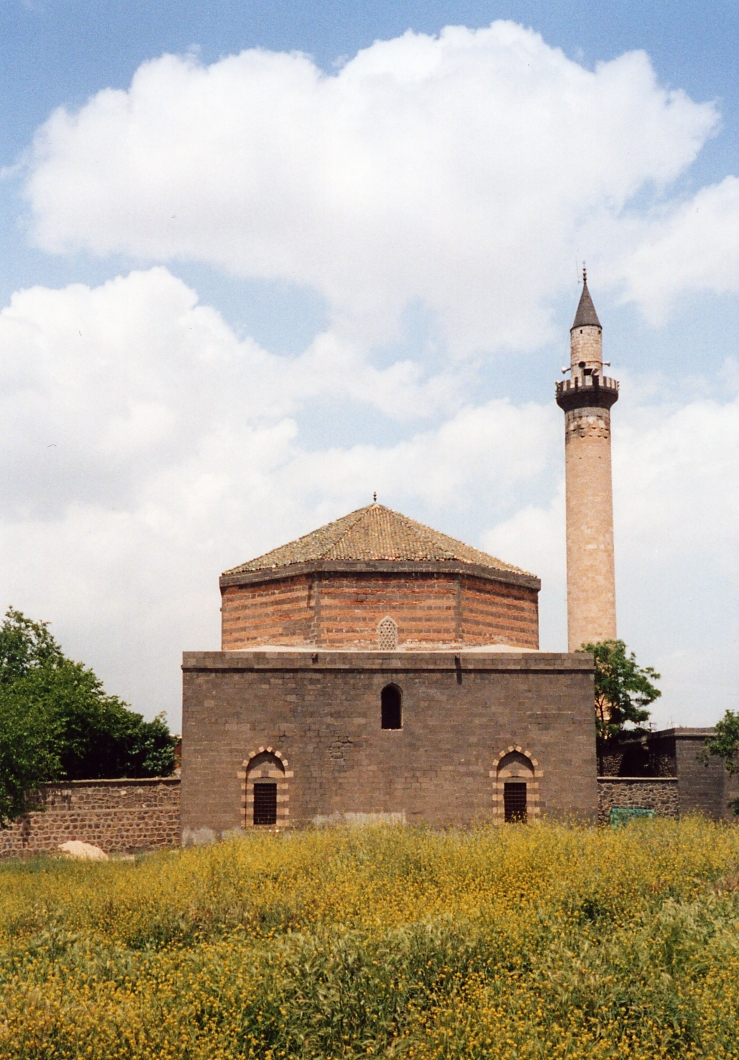
Die Ali-Paşa-Moschee in Diyarbakır
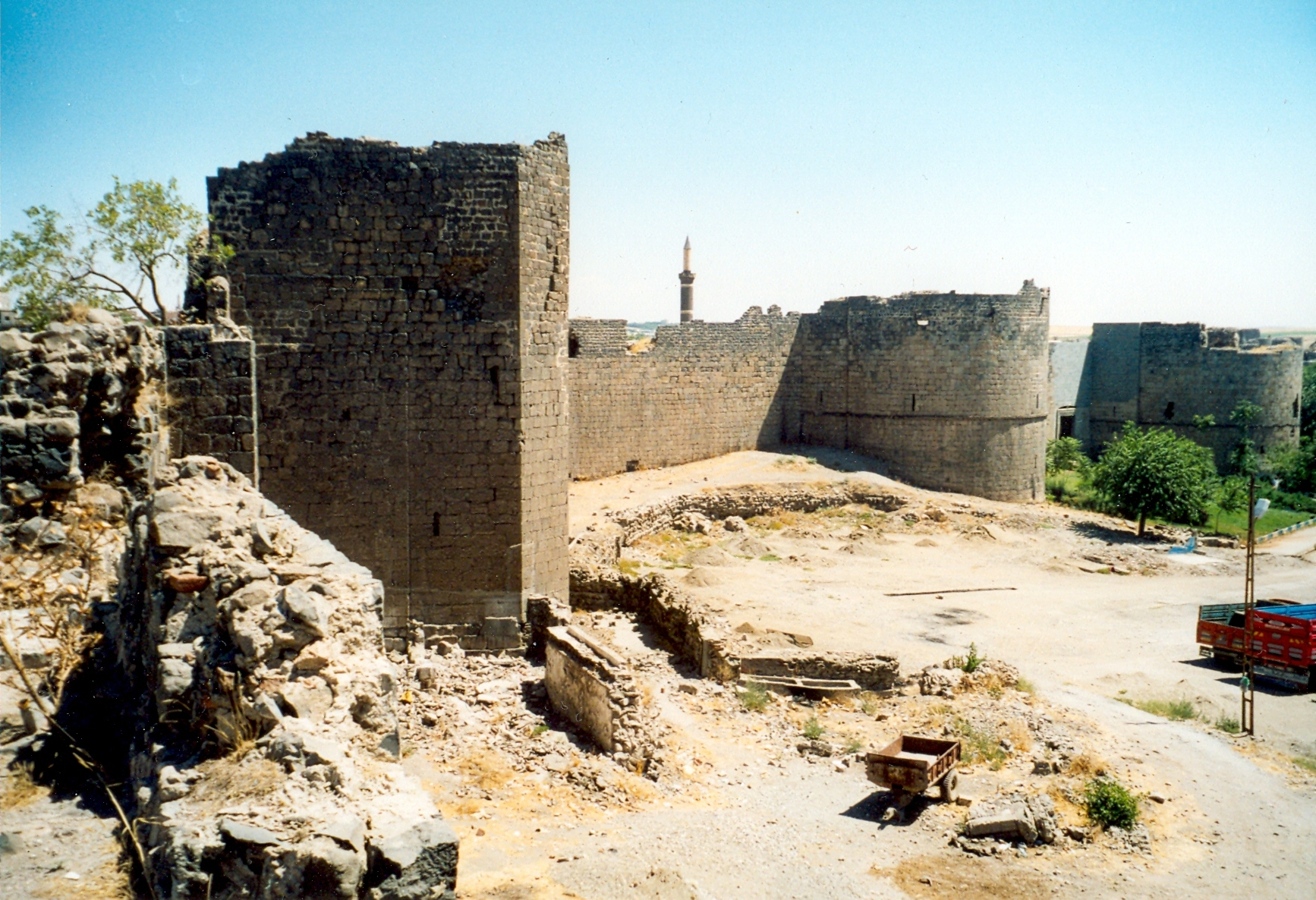
Teil der Stadtmauer
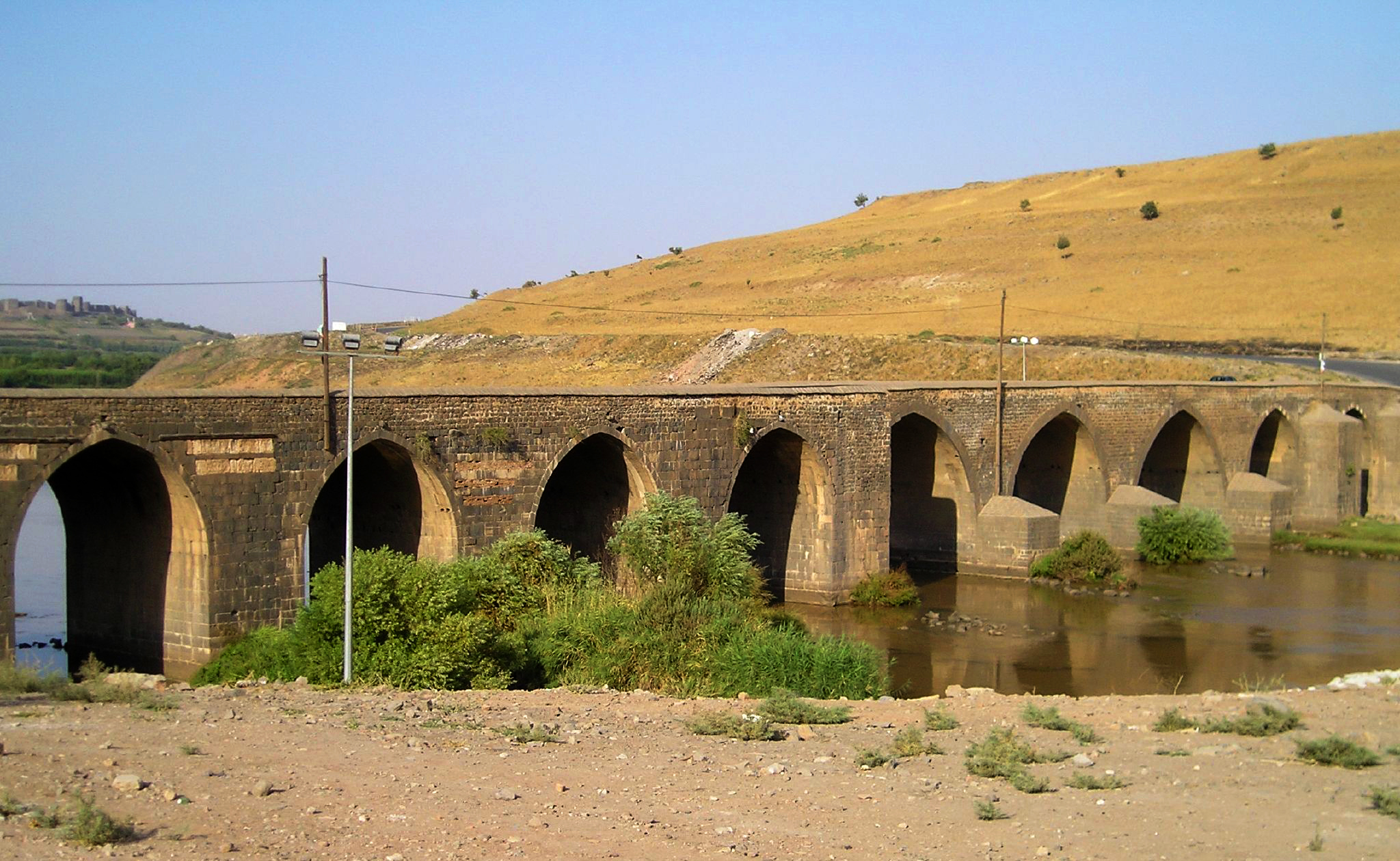
On-Gözlü-Brücke über den Tigris
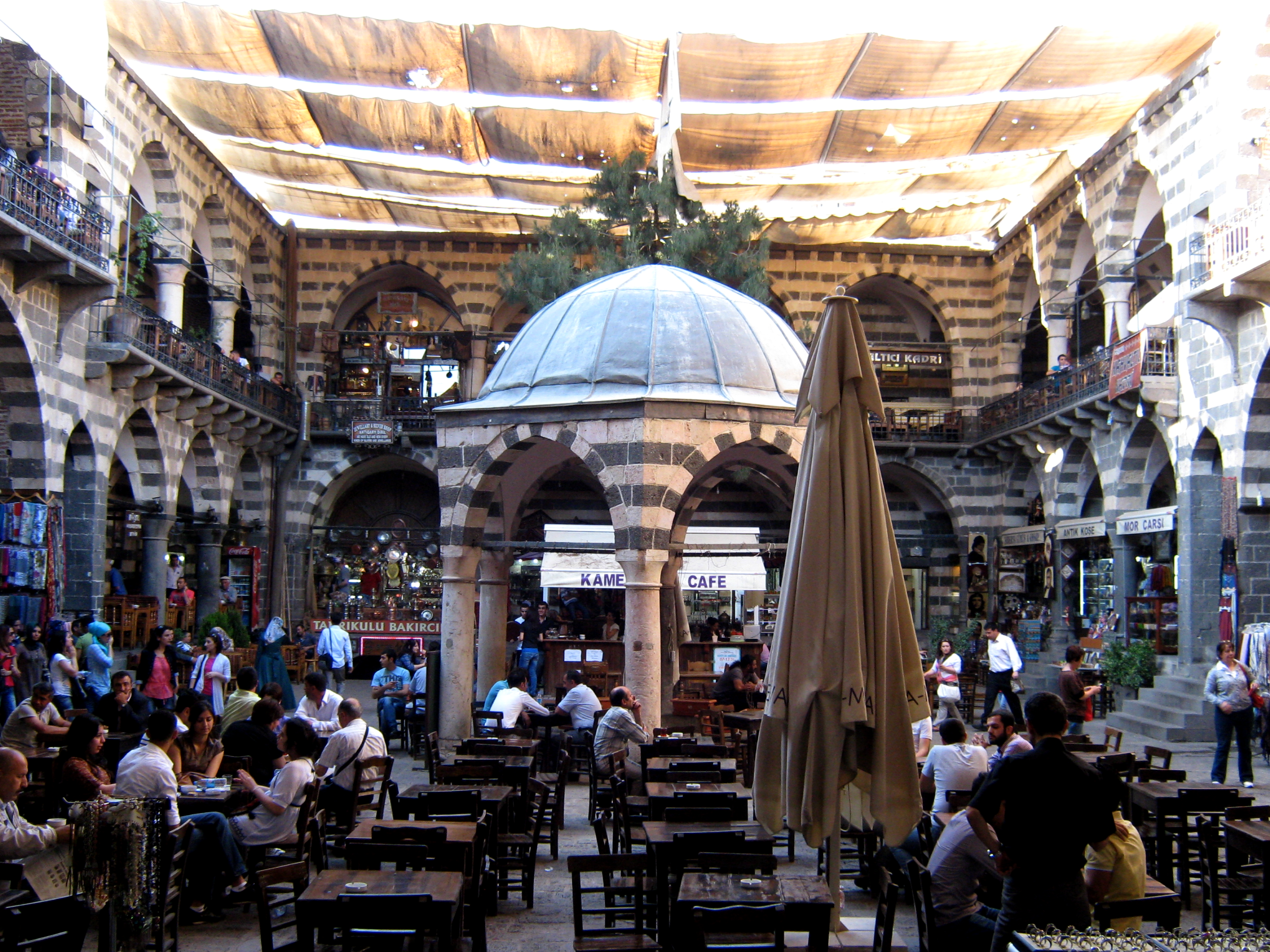
Hasan Paşa Hanı, die alte Karawanserei in Diyarbakır

## Klimatabelle
|                        | Jan   | Feb   | Mär   | Apr   | Mai   | Jun  | Jul  | Aug  | Sep  | Okt  | Nov  | Dez   |   |       |
| Mittl. Temperatur (°C) | 2,1   | 3,8   | 8,7   | 13,5  | 18,9  | 26,3 | 31,0 | 30,5 | 25,0 | 17,8 | 9,3  | 3,8   | ⌀ | 16    |
| Mittl. Tagesmax. (°C)  | 7,3   | 9,6   | 15,0  | 20,5  | 26,8  | 34,4 | 38,9 | 38,7 | 33,4 | 25,7 | 16,3 | 9,2   | ⌀ | 23    |
| Mittl. Tagesmin. (°C)  | −2,0  | −1,1  | 2,6   | 6,6   | 10,9  | 16,8 | 21,7 | 21,2 | 15,9 | 10,4 | 3,8  | −0,5  | ⌀ | 8,9   |
|                        |       |       |       |       |       |      |      |      |      |      |      |       |   |       |
| Niederschlag (mm)      | 63,6  | 66,8  | 67,5  | 63,1  | 50,0  | 10,8 | 1,0  | 0,4  | 8,4  | 37,3 | 54,3 | 75,2  | Σ | 498,4 |
|                        |       |       |       |       |       |      |      |      |      |      |      |       |   |       |
| Sonnenstunden (h/d)    | 4,0   | 4,8   | 5,6   | 7,0   | 9,1   | 11,6 | 11,7 | 11,0 | 9,3  | 7,1  | 5,5  | 3,7   | ⌀ | 7,5   |
|                        |       |       |       |       |       |      |      |      |      |      |      |       |   |       |
| Regentage (d)          | 11,77 | 11,10 | 12,80 | 12,43 | 11,40 | 3,80 | 0,83 | 0,60 | 2,13 | 7,00 | 8,20 | 11,83 | Σ | 93,89 |
|                        |       |       |       |       |       |      |      |      |      |      |      |       |   |       |
| Luftfeuchtigkeit (%)   | 76    | 73    | 66    | 64    | 57    | 40   | 29   | 29   | 33   | 50   | 69   | 77    | ⌀ | 55,2  |

| −2,0 |

| −1,1 |

| 2,6 |

| 6,6 |

| 10,9 |

| 16,8 |

| 21,7 |

| 21,2 |

| 15,9 |

| 10,4 |

| 3,8 |

| −0,5 |

| −2,0 |

| −1,1 |

| 2,6 |

| 6,6 |

| 10,9 |

| 16,8 |

| 21,7 |

| 21,2 |

| 15,9 |

| 10,4 |

| 3,8 |

| −0,5 |

## Städtepartnerschaften
- Sulaimaniyya, Irak

## Söhne und Töchter der Stadt
- Aëtios von Amida (502–575), byzantinischer Mediziner und Verfasser medizinischer Schriften
- Süleyman Nazif (1870–1927), Poet
- Zabelle Boyajian (1873–1957), armenische Malerin, Schriftstellerin und Übersetzerin
- Hesen Hişyar (1897–1985), kurdischer Nationalist, Schriftsteller, Dichter und Historiker
- Cahit Sıtkı Tarancı (1910–1956), Dichter
- Ahmed Arif (1927–1991), kurdischer Poet
- Erol Yılmaz Akçal (1931–2016), Politiker
- Sezai Karakoç (1933–2021), Dichter
- Kevork Malikyan (* 1943), Schauspieler
- Abdülkadir Aksu (* 1944), Politiker
- Recep Meriç (* 1944), Klassischer Archäologe
- Kudsi Ergüner (* 1952), Musiker
- Coşkun Sabah (* 1952), Musiker
- Oktay Vural (* 1956), Wirtschaftsjurist und Politiker (MHP)
- Hülya Özkan (* 1957), Fernsehmoderatorin und Journalistin
- Pınar Ayhan (* 1972), Sängerin
- Ayla Akat Ata (* 1976), kurdische Politikerin und Juristin
- Yildiz Cakar (* 1978), Dichterin, Drehbuchautorin, Romanautorin, Schriftstellerin und Journalistin kurdischer Abstammung
- Cahit Kırkazak (* 1979), Rechtsanwalt und Politiker
- Bero Bass (* 1980), Rapper
- Evin Incir (* 1984), schwedische Politikerin
- Osman Karakoç (* 1984), Schauspieler
- Ceren Moray (* 1985), Schauspielerin
- Meltem Miraloğlu (* 1987), Schauspielerin
- Abdulhamit Yıldız (* 1987), Fußballspieler
- Mustafa Aşan (* 1988), Fußballspieler
- Zehra Doğan (* 1989), Künstlerin und Journalistin
- Mehmet Sıddık İstemi (* 1989), Fußballspieler
- Abdulaziz Demircan (* 1991), Fußballtorhüter
- Mazlum Nergiz (* 1991), Dramaturg und Autor
- Doğan Karakuş (* 1993), Fußballspieler
- Dilin Döğer (* 1995), Schauspielerin
- Hamdullah Sincar (* 1996), Fußballspieler
- Ayşe Dinç (* 1999), Handball- und Beachhandballspielerin
- Meryem Bekmez (* 2000), Geherin